# NGC 4778
NGC 4778 est une petite galaxie lenticulaire située dans la constellation de la Vierge. Sa vitesse par rapport au fond diffus cosmologique est de 4 595 ± 26 km/s, ce qui correspond à une distance de Hubble de 67,8 ± 4,8 Mpc (∼221 millions d'al). NGC 4778 a été découverte par l'astronome britannique John Herschel en 1836.
NGC 4778 en compagnie de NGC 4776 est l'une des galaxies de la paire NGC 4759 qui a été découverte par William Herschel en 1786, mais comme une distance de presque 35 millions d'années-lumière sépare ces deux galaxies, il ne s'agit pas d'une paire physique.
Note : selon les bases de données Simbad et HyperLeda, la galaxie PGC 43757 est NGC 4761. Toutes les autres sources consultées identifient PGC 43757 à NGC 4778.
À ce jour, une mesure non basée sur le décalage vers le rouge (redshift) donne une distance d'environ 56,300 Mpc (∼184 millions d'al). Cette valeur est à l'extérieur des valeurs de la distance de Hubble. Notons que c'est avec la valeur moyenne des mesures indépendantes, lorsqu'elles existent, que la base de données NASA/IPAC calcule le diamètre d'une galaxie et qu'en conséquence le diamètre de NGC 4778 pourrait être d'environ 7,88 kpc (∼25 700 al) si on utilisait la distance de Hubble pour le calculer.

## Groupe compact de Hickson 62
NGC 4778 l'une des quatre galaxies du Groupe compact de Hickson 62. Les trois autres galaxies sont NGC 4761, NGC 4764 et NGC 4776. Notons que ces galaxies ne font pas partie d'un groupe de galaxies, mais qu'elles sont simplement dans une région restreinte de la sphère céleste.